# کامپیلوباکتر

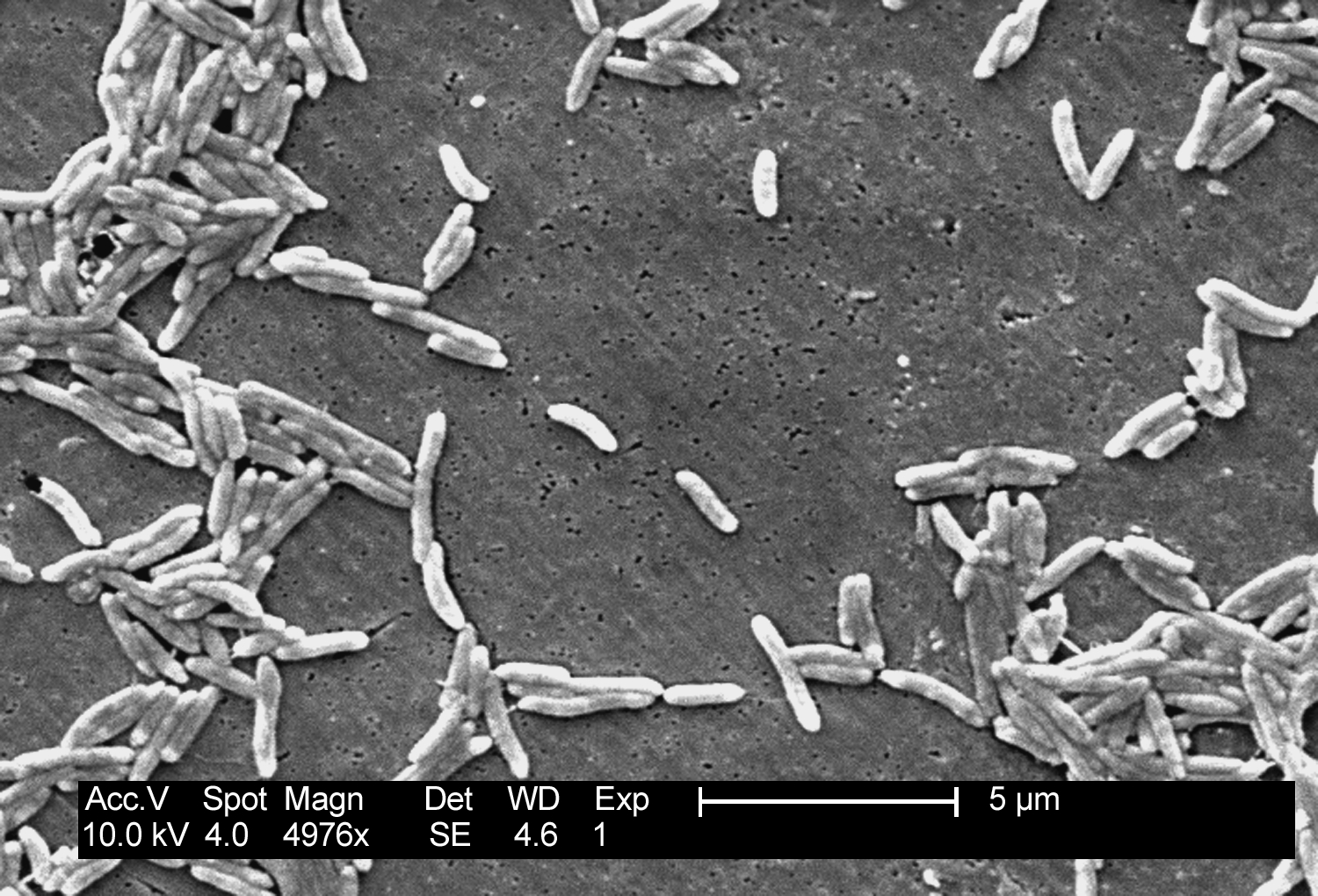
کامپیلوباکتر

کامپیلوباکتر  (به انگلیسی: Campylobacter) یکی از سرده‌های شاخه پروتئوباکتریا ، رده اپسیلون‌پروتئوباکتریا است. این باکتری گرم منفی شکلی مارپیچ (S شکل) داشته، اسپور تولید نمی‌کند و میکروآئروفیلیک است. متحرک و اوره آز و اکسیداز مثبت و در دمای ۴۲ درجه در مجاورت با CO2 رشد بهتری دارند.
کمپیلوباکتر شایعترین میکروارگانیسم در مسمویت غذایی است که طبق آمار سالانه ۲٫۴ میلیون نفر در ایالات متحده با علائم دل پیچه، دل درد، اسهال و تب به مراکز درمانی مراجعه می‌کنند. علت اغلب این عفونت به دلیل خوردن گوشت خام یا آلوده طیور است.

## انواع
برخی انواع آن عبارتند از:
۱)کمپیلوباکتر ژوژنی(C.Jujuni)
۲)کمپیلوباکتر پیلوری یا هلیکوباکتر پیلوری C.Pilori
۳)کمپیلوباکتر فتوس C.Fetus
- کمپیلوباکتر ژوژنی از علل شایع گاستروانتریت بوده، موجب اسهال خونی می‌گردد که با دردهای شکمی همراه است و بیشتر در (اطفال).
- کمپیلوباکتر پیلوری (هلیکوباکتر پیلوری) عامل گاستریت مزمن و اولسر دودنال می‌باشد. این باکتری مؤثر در زخم روده و معده است. باکتری اوره آز مثبت که به شدت و سرعت اوره را تجزیه می‌کند. برای تایید وجود هلیکوباکتر پیلوری در آزمایشگاه از بررسی آنتی بادی‌های IgG , IgA استفاده می‌شود. برای کشت از ترشحات روده نمونه برداری می‌شود. امروزه این باکتری از سرده کامپیلوباکتر خارج و در سرده هلیکوباکتر طبقه‌بندی می‌شود.
- کمپیلوباکتر فتوس یک مهاجم فرصت طلب است که در بیماران نقص ایمنی ایجاد عفونت می‌کند. در این بیماران گاهی باعث اسهال می‌شود و همچنین ممکن است باعث باکتریمی و عفونت سیستمیک شود. در گاو باعث سقط جنین می‌شود و اولین بار هم از گاو جدا شده است. برای تست‌های تشخیصی آزمایشگاهی از نمونه‌های بیوپسی معده کمپیلوباکتر فتوس گرفته می‌شود و از نمونه‌های خون برای آزمایشهای سرولوژیکی.

در لام مستقیم با رنگ آمیزی گیمسا و رنگ آمیزی اختصاصی نقره بهتر مشاهده می‌شود، باکتریهای خمیده و اسپریل شکل در زیر میکروسکوپ دیده می‌شود. محیط اختصاصی آن SKirow است که ۵-۳ روز طول می‌کشد تا رشد کند (حاوی آنتی بیوتیک‌های وانکومایسین، پلی میکسین و تری متوپریم) کلونی‌های به قطر ۲-۱ میلی‌متر روی این محیط ایجاد می‌شود.